# Горячие Ключи (Ногликский городской округ)
Горя́чие Ключи́ — село в Ногликском городском округе Сахалинской области России.

## География
Село находится на берегу Ныйского залива, на расстоянии 28 км к северу от посёлка городского типа Ноглики, административного центра округа.

## Население
| 2002 | 2010 | 2013 | 2021 |
| ---- | ---- | ---- | ---- |
| 13   | ↗15  | ↘1   | ↗4   |

### Половой состав
Согласно результатам переписи 2002 года, в селе проживало 13 человек (4 мужчины и 9 женщин).

## Улицы
- ул. Термальная,
- пер. Чистый.

## Достопримечательности
В селе находится Дагинские термальные источники.